# Måskläpparna (vid Brunskär, Korpo)
Måskläpparna är öar i Finland. De ligger i Skärgårdshavet och i kommunen Pargas i landskapet Egentliga Finland, i den sydvästra delen av landet. Öarna ligger omkring 64 kilometer sydväst om Åbo och omkring 190 kilometer väster om Helsingfors.
Arean för den av öarna koordinaterna pekar på är 2,5 hektar och dess största längd är 260 meter i nord-sydlig riktning. Närmaste större samhälle är Korpo, 17,2 km norr om Måskläpparna.